# Tyranneau sylvain
Phylloscartes sylviolus
Espèce
Statut de conservation UICN

 NT  : Quasi menacé
Le Tyranneau sylvain (Phylloscartes sylviolus) est une espèce de passereau de la famille des Tyrannidae,.

## Distribution
Cet oiseau vit dans une zone allant du sud-est du Brésil (État de l'Espírito Santo) à l'est du Paraguay et au nord-est de l'Argentine,,.

## Systématique
Cette espèce est monotypique selon la classification de référence du Congrès ornithologique international (version 9.1, 2019).